# Région Égéenne
 (août 2016).
Si vous disposez d'ouvrages ou d'articles de référence ou si vous connaissez des sites web de qualité traitant du thème abordé ici, merci de compléter l'article en donnant les références utiles à sa vérifiabilité et en les liant à la section « Notes et références ».
Pour les articles homonymes, voir Égée.

Région Égéenne.

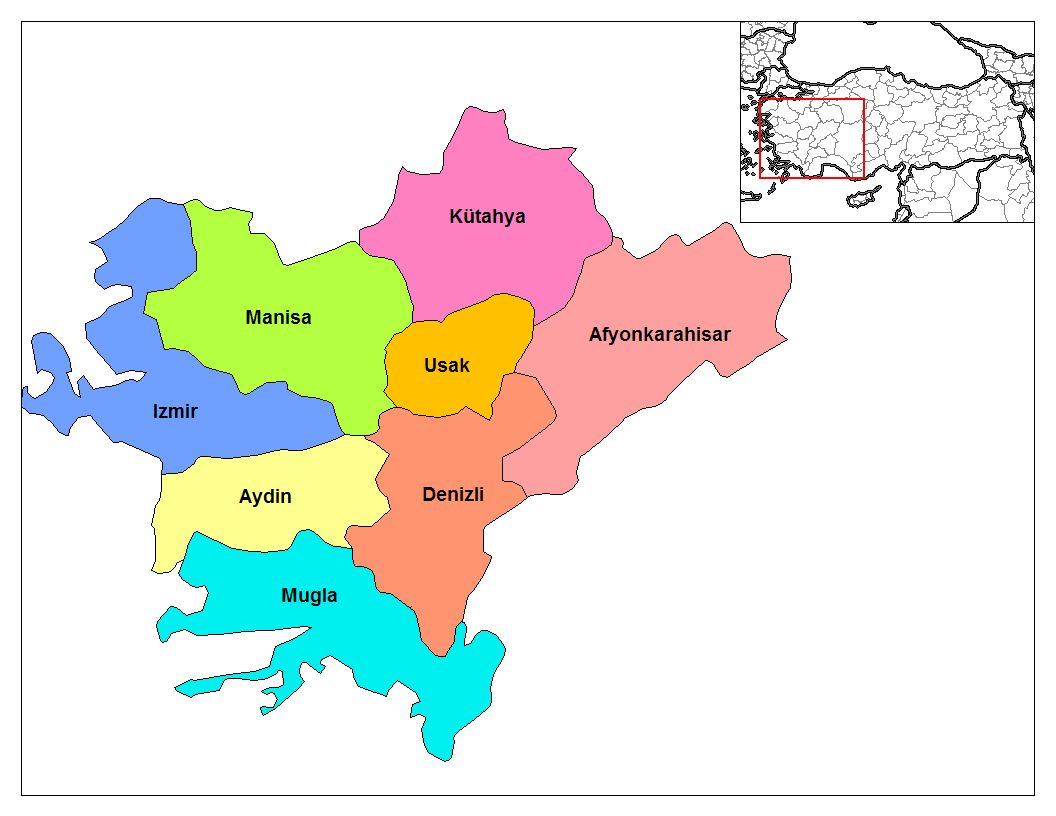
Région Égéenne.

La région Égéenne (en turc Ege Bölgesi) est une région de Turquie. Elle est bordée à l'ouest par la mer Égée, au nord par la région de Marmara, à l'est par la région de l'Anatolie centrale et la région méditerranéenne, et au sud par la mer Méditerranée. 
Elle couvre 90 646 km2 soit 11,5 % de la superficie totale de la Turquie. La région compte 9 280 000 habitants soit environ 13 % de la population du pays.

## Les provinces
- Afyon
- Aydın
- Denizli
- İzmir
- Kütahya
- Manisa
- Muğla
- Uşak